# Joseph Goreham
Joseph Gorham (parfois écrit Goreham), né à Barnstable (Massachusetts) en 1725 et mort en 1790 à Calais, France, était un officier militaire colonial américain pendant la guerre de Succession d'Autriche, et plus tard un commandant de l'armée britannique pendant la guerre de Sept Ans et la guerre d'indépendance des États-Unis. Il est surtout connu pour avoir dirigé une compagnie de Rangers britanniques, appelé les Rangers de Gorham, durant les années 1750 et le début des années 1760. Les unités de Gorham ont joué un rôle important en Nouvelle-France, et en Acadie, dans la guerre de frontière, plus communément appelé la petite guerre.

## Famille
La famille Gorham (habitant au cap Cod) avait une histoire unique dans l'armée coloniale de la Nouvelle-Angleterre. Servant aux côtés des militaires coloniaux comme Benjamin Church, John Gorham I est mort en combattant dans la bataille de Great Swamp pendant la guerre du Roi Philip. Le grand-père de Joseph, John Gorham II, a également servi avec Church au cours de la quatrième expédition vers l'est en Acadie, qui impliquait le Raid de Chignectou en 1696 au cours de la Première Guerre intercoloniale et encore une fois au cours de la Deuxième Guerre intercoloniale. Son père Shubael Gorham était aussi un officier provincial. Joseph et son frère John Gorham III se sont battus comme rangers en Acadie durant les années 1740, ainsi que pendant le siège de Louisbourg en 1745 comme officiers dans les forces provinciales du Massachusetts.

## Carrière militaire
Joseph servit comme lieutenant dans la compagnie de rangers avec son frère John, de 1744 à 1752. Au départ, les membres de son groupe étaient des amérindiens Wampanoags et Nausets (en), appréciés aussi bien pour leurs compétences dans l'utilisation d'embarcations légères (appris dans l'industrie baleinière) que pour leurs qualités d'éclaireurs, avec également quelques amérindiens Pequawkets du Maine. Gorham pris part à la bataille à Canso au cours de la guerre anglo-micmac (1748-1752). Peu après la mort de son frère en décembre 1751, Joseph a été promu capitaine et prit le commandement des rangers, qui ont été alors principalement des anglo-américains. Pendant la guerre de la Conquête, il a participé à la Déportation des Acadiens, la bataille de Petitcoudiac, où il fut blessé, et la campagne du fleuve Saint-Jean.
Le 4 août 1759, le général britannique James Wolfe ordonne la destruction des habitations et des établissements dans la Baie St-Paul, en Nouvelle-France. Il choisit Joseph Gorham, alors capitaine des Rangers américains, pour diriger cette expédition de représailles contre la population locale. Dans une lettre à Robert Monckton, administrateur colonial britannique, Wolfe propose de fournir de 200 à 220 Rangers à Gorham, mais c'est plutôt 150 Rangers qu'il aura à son emploi et plus tard un détachement de 300 soldats vient les rejoindre. Gorham fait incendier Baie-Saint-Paul le 7 août. L'expédition procède ensuite vers La Malbaie à dix lieues à l'Est qui est aussi incendié. Traversant sur la Côte du Sud, ils détruisent une partie de la paroisse de Saint-Anne-de-la-Pocatière et celle de Saint-Roan (Saint-Roch-des-Aulnaies?) et s'en retournent à leur campement le 15 du même mois.
Contemporain du célèbre ranger Robert Rogers, Joseph a mené les Rangers de Gorham au siège de Louisbourg (1758), au siège de Québec en 1759 et après sa promotion comme Major, fut Commandant du Corps de Rangers de la Nouvelle-Écosse en 1761.

## et références
- (en) Cet article est partiellement ou en totalité issu de l’article de Wikipédia en anglais intitulé « Joseph Goreham » (voir la liste des auteurs).